# Leave It
Leave It ist ein Lied der britischen Progressive-Rock-Band Yes. Es erschien 1983 auf ihrem elften Studioalbum 90125 und war Anfang 1984 die zweite Singleauskopplung aus diesem Album nach Owner of a Lonely Heart. Das Lied ist der zweite Titel auf der zweiten Seite des Albums, wobei das vorherige instrumentale Stück Cinema eine Art Vorspiel darstellt.

## Entstehung und Veröffentlichung
Leave It entstand aus einer Bassmelodie von Chris Squire und Gitarrenakkorden von Trevor Rabin, mit denen letzterer bereits vor seinem Einstieg bei Yes immer mal wieder herumimprovisierte. Als es an die Aufnahme des Liedes ging, war die Band mit dem Schlagzeugsound, den sie im Studio entwickelte, nicht zufrieden und nahm daher zunächst die Gesangsspuren auf. Einer der Toningenieure hatte jedoch die Zeitreferenzen des Clicktracks des Songs entfernt, was zu verschiedenen Synchronisationsproblemen führte. Rabin verbrachte bis zu drei Tage damit, die Gesangsspuren auf einem Synclavier miteinander zu synchronisieren, aber „es fühlte sich nicht ganz richtig an. Also haben wir neue Gesangsspuren direkt mit dem Synclavier neu aufgenommen“, ein Prozess, der mehrere Wochen in Anspruch nahm.
Neben den Yes-Mitgliedern wirkt auf Leave It der Violinist Graham Preskett als Gastmusiker mit.
Das Lied hat die Besonderheit, dass es das einzige Lied auf 90125 ist, das in Bezug auf die Komposition praktisch unverändert gegenüber der Version ist, die Tony Kaye, Trevor Rabin, Chris Squire und Alan White vor dem Wiedereinstieg von Jon Anderson aufgenommen hatten, und dass es zugleich eines von nur zwei Liedern auf dem Album ist, bei denen Anderson nicht als Songwriter genannt wird.
Leave It erschien zunächst am 7. November 1983 auf Yes’ erfolgreichem Comeback-Album 90125, im Februar 1984 erfolgte die Singleauskopplung in Nordamerika, sowie im März 1984 in Europa.
Die 12″-Maxi-Single-Veröffentlichung (ATCO 0-96964) enthielt als A-Seite einen erweiterten Hello, Goodbye-Remix von Trevor Horn, während die B-Seite aus einem 7″-Single-Remix und einem A-Capella-Remix bestand. Die 7″-Single enthält die beiden B-Seiten-Tracks der 12″-Maxi-Single.

## Musikvideo
Das Musikvideo zu Leave It, das unter der Regie von Godley & Creme entstand, zeigt die Bandmitglieder von Yes in einer Reihe stehend und in schwarzen Anzügen, während ihre Bilder mit per Video erzeugten abstrakten Effekten durchgespielt werden. Es war eines der ersten Musikvideos, in dem computergenerierte Bilder verwendet wurden. Es wurden 18 verschiedene Variationen des Videos gedreht (in der ersten stand die Band beispielsweise einfach kopfüber, aber das ganze Lied über bewegungslos, während die siebte nur die erste war, aber nur Jon Anderson zu sehen war). Die elfte wurde als „Standardversion“ gewählt und ist das „offizielle“ Video geblieben. Eine halbstündige Dokumentation über die Entstehung des Videos wurde 1984 auf MTV ausgestrahlt. Außerdem wurde auf MTV ein Marathon gezeigt, in dem alle 18 Videos nacheinander gezeigt wurden.

## Chartplatzierungen
Das Lied erreichte in den USA Platz 24 der Billboard Hot 100. In Großbritannien erreichte das Lied Platz 56 und blieb fünf Wochen in den Charts.
| ChartsChartplatzierungen       | Höchstplatzierung | Wochen |
| ------------------------------ | ----------------- | ------ |
| Vereinigte Staaten (Billboard) | 24 (15 Wo.)       | 15     |
| Vereinigtes Königreich (OCC)   | 56 (5 Wo.)        | 5      |